# 10º Reggimento carabinieri "Campania"
Il 10º Reggimento Carabinieri "Campania" è uno dei reparti costituenti l'organizzazione mobile dell'Arma dei carabinieri, posto alle dirette dipendenze della 1ª Brigata mobile.
La caserma, presso cui ha sede il reparto, è intitolata al colonnello dei bersaglieri Amintore Caretto, combattente della grande guerra e d'Africa, cinque volte decorato al valor militare, fregiato ancora di due medaglie argento e di altre decorazioni tedesche; fu protagonista della campagna di Russia durante la seconda guerra mondiale nella quale perse la vita a seguito delle complicazioni di una ferita. A chi lo voleva trasportare al posto di medicazione, "Vi sono bersaglieri con i piedi maciullati che seguitano a combattere, questo non è il momento di abbandonare il reggimento".

## Storia
In data 2 maggio 1920 con decreto del Ministero della Guerra vengono costituiti 18 battaglioni mobili, due dei quali dislocati in Napoli, per concorrere ai servizi di ordine pubblico e pubblica sicurezza.
Il 1º dicembre 1922 venne soppresso il Battaglione mobile carabinieri Napoli II e nella città ne resta uno solo con sede nella caserma "Caracciolo", denominato "Battaglione mobile carabinieri" assumendo, nell'anno successivo la denominazione di "10º Battaglione mobile carabinieri".
Il 18 dicembre 1940, a seguito dell'entrata dell'Italia nel 2º conflitto mondiale, venne costituito a Bari il "X Battaglione carabinieri mobilitato" alle dipendenza della locale Legione territoriale carabinieri che verrà poi disciolto all'atto della firma dell'armistizio dell'8 settembre 1943.
Il 31 agosto 1945, al termine della guerra, viene riorganizzato l'assetto delle unità mobili dell'Arma, ricostituendo il Battaglione mobile carabinieri "Napoli".
Il 1º aprile 1963 si costituisce il 3º Reggimento carabinieri di Napoli alle cui dipendenze viene posto il "X Battaglione Carabinieri"
Nel settembre del 1977 viene disciolto il Reggimento e il reparto assume l'attuale denominazione di 10º Battaglione carabinieri "Campania" posto alle dipendenze della 1ª Brigata carabinieri ed elevato al rango di "comando di corpo".
Il 7 ottobre dello stesso anno, con decreto del presidente della Repubblica, al Battaglione viene assegnata la bandiera di guerra del disciolto 3º Reggimento.
Tra il 12 gennaio 1978 e il 7 aprile 1978 il reparto si trasferisce dalla caserma "Caracciolo" di Napoli alla caserma "Caretto" attuale sede del Battaglione.
Il 22 settembre 2014 con il cambio del Comandante, dal Col. Massimo Cagnazzo al Col. t. ISSMI Pietro Salsano, il Battaglione viene elevato a Reggimento.

## Compiti

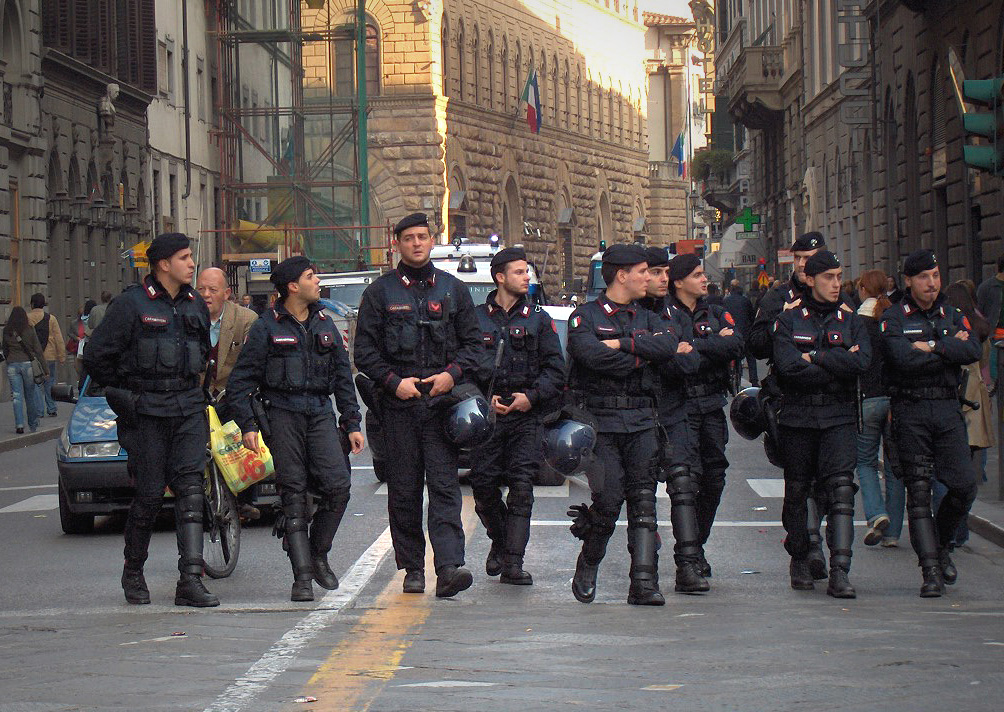
Carabinieri in uniforme da ordine pubblico a Firenze

Il 10º Reggimento Carabinieri "Campania", assieme agli altri battaglioni e reggimenti della linea mobile, concorre:
- alla difesa integrata del territorio nazionale;
- ai servizi di ordine pubblico nel corso di grandi manifestazioni ed eventi quali le manifestazioni sportive e concerti;
- alla vigilanza agli obiettivi sensibili militari e civili;
- il supporto dell'organizzazione territoriale per incrementare il controllo del territorio nelle grandi aree urbane, extra urbane e rurali nelle zone più sensibili sotto il profilo della sicurezza pubblica;
- alle operazioni di protezione civile  in caso di calamità naturali.

## Compagnia di intervento operativo
Nel 2001, presso il 10º Reggimento carabinieri" Campania", il 3º Battaglione carabinieri "Lombardia", il 6º Battaglione carabinieri "Toscana" e l'11º Battaglione carabinieri "Puglia" sono state istituite le C.I.O. (Compagnia di intervento operativo).
Composta da personale specializzato e dotata di particolari equipaggiamenti, la C.I.O. svolge interventi rapidi e mirati nelle zone a più alto indice di criminalità diffusa in particolare nelle aree più critiche della Campania in sinergia con i locali comandi dell'Arma.

## Unità di primo intervento
Nel 1965, per fronteggiare in maniera rapida ed incisiva eventuali eventi calamitosi, sono stati istituiti nell'ambito dei 13 battaglioni carabinieri dislocati su tutto il territorio nazionale i cosiddetti “reparti di soccorso”, finalizzati a prestare un primo aiuto alle popolazioni colpite, garantendo una cornice di sicurezza.
Nel 2006, l'articolazione dei reparti di soccorso è stata rimodulata per addivenire alla costituzione delle “U.P.I.” (Unità di primo intervento).
L'U.P.I. svolge i seguenti compiti:
- messa in sicurezza del settore assegnato;
- protezione, soccorso ed assistenza alla popolazione;
- mantenimento dell'ordine e della sicurezza pubblica;
- diramazione capillare dell'allarme;
- scorta e viabilità ai convogli;
- funzionalità delle telecomunicazioni;
- prevenzione e repressione dei fenomeni di sciacallaggio;
- segnalazione dell'evento e ricognizione del territorio;
- partecipazione ai comitati di protezione civile, in ambito provinciale e comunale, nonché ai centri di coordinamento dei soccorsi ed ai centri operativi misti.

Il 10º BTG, oggi RGT, Carabinieri "Campania" è stato protagonista, negli anni, di interventi in numerosi eventi calamitosi che hanno colpito il centro-sud Italia: terremoto dell'Irpinia del 1980, alluvione di Sarno e Quindici del 1998, terremoto del Molise del 2002, terremoto dell'Aquila del 2009.

## La Fanfara
La Fanfara del 10º Reggimento Carabinieri" Campania" fu istituita il 18 giugno 1862 con regio decreto a seguito dell'aumento di forza del Corpo dei carabinieri reali. Sino ad allora, il Corpo dei carabinieri reali prevedeva solo trombettieri impiegati principalmente per le funzioni di campo o di servizio e solo in talune circostanza per esibizioni in pubblico.
Attualmente la fanfara del 10º Reggimento Carabinieri "Campania" è un complesso artistico formato da 30 esecutori e diretta da un Maresciallo ed oltre a disimpegnarsi nelle classiche marce militari, sinfoniche e inni nazionali, si esibisce in concerti con brani classici e moderni.

## La caserma "Caretto"
Il 10º Reggimento è dislocato in Napoli, via Miano, 203 e occupa il comprensorio della Caserma “Caretto” costruita nel 1941, già sede di un C.A.R. di bersaglieri, acquisita dall'Arma il 12 maggio 1973.
Il complesso si estende su una superficie di 114.000 m² nel quale coesistono, oltre al Reggimento, altri reparti quali la Compagnia Speciale, la 2ª Sezione del Nucleo Antifalsificazione Monetaria, Infermeria, Uffici e settori logistici della Legione CC Campania.

## Cronotassi dei comandanti
| Grado           | Nome                     | Periodo     |  |
| --------------- | ------------------------ | ----------- |  |
| Ten. Col.       | Renato LERZ              | 1940 - 1942 |  |
| Ten. Col.       | Mario BODO               | 1942 - 1943 |  |
| Ten. Col.       | Francesco MANGANARO      | 1945 - 1952 |  |
| Ten. Col.       | Mario DE LIA             | 1952 - 1956 |  |
| Ten. Col.       | Roberto Domenico MARIANO | 1956 - 1958 |  |
| Ten. Col.       | Lino GRILLI              | 1958 - 1960 |  |
| Ten. Col.       | Pasquale CASTAGNACCI     | 1960 - 1961 |  |
| Ten. Col.       | Mario DEL BIANCO         | 1961 - 1962 |  |
| Ten. Col.       | Lino GRILLI              | 1962 - 1963 |  |
| Ten. Col.       | Antonino LO PRESTI       | 1963 - 1965 |  |
| Ten. Col.       | Marcello LILLI           | 1965 - 1966 |  |
| Ten. Col.       | Antonio MESSINA          | 1967 - 1968 |  |
| Ten. Col.       | Antonio PERNICIANO       | 1969 - 1969 |  |
| Ten. Col.       | Pasquale ADDARIO         | 1969 - 1972 |  |
| Ten. Col.       | Igino TRIVIOLI           | 1972 - 1974 |  |
| Ten. Col.       | Domenico PISANI          | 1974 - 1975 |  |
| Ten. Col.       | Giuseppe MUSTI           | 1975 - 1976 |  |
| Ten. Col.       | Genesio FALCONE          | 1976 - 1979 |  |
| Ten. Col.       | Attilio PATRI'           | 1979 - 1984 |  |
| Ten. Col.       | Paolo PUOTI              | 1984 - 1986 |  |
| Ten. Col.       | Mario MANFRONI           | 1986 - 1989 |  |
| Ten. Col.       | Gennarino MARCELLI       | 1989 - 1991 |  |
| Ten. Col.       | Salvatore SCOPPA         | 1991 - 1992 |  |
| Ten. Col.       | Marcello MAZZUCA         | 1992 - 1994 |  |
| Ten. Col.       | Giuseppe MESSINA         | 1994 - 1996 |  |
| Ten. Col.       | Adelmo LUSI              | 1996 - 1998 |  |
| Ten. Col.       | Alberto GUIDONI          | 1998 - 2001 |  |
| Ten. Col.       | Michele MONACO           | 2001 - 2002 |  |
| Ten. Col.       | Marco PICONE             | 2002 - 2003 |  |
| Ten. Col.       | Danilo Massimo FERRUCCI  | 2003 - 2008 |  |
| Ten. Col. ISSMI | Francesco GARGARO        | 2008 - 2010 |  |
| Ten. Col.       | Massimo CAGNAZZO         | 2010 - 2014 |  |
| Col.            | Massimo CAGNAZZO         | 2014 - 2014 |  |
| Col. ISSMI      | Pietro SALSANO           | 2014 -2016  |  |
| Col.            | Gianluca VITAGLIANO      | 2016-2017   |  |
| Ten. Col. ISSMI | Mosè DE LUCHI            | 2017-2019   |  |
| Col. ISSIMI     | Emanuele DE SANTIS       | 2019 -2022  |  |
| Col.            | Nicola LORENZON          | 2022-2024   |  |
| Col.            | Alessandro AMADEI        | 2024        |  |